# Dyga (Pilica)
Die Dyga ist ein kleiner rechter Zufluss der Pilica in der Woiwodschaft Masowien in Polen. Sie gehört damit dem Flusssystem der Weichsel an.

## Geografie
Die Dyga entspringt in der Nähe des Dorfs Grabowy Las (Gmina Stromiec), quert auf ihrem rund 16 km langen Lauf im Osten von Stromiec die Droga krajowa 48, fließt dann in vorwiegend nördlicher Richtung, bis sie bei dem Dorf Biała Góra (Stromiec) südwestlich der Stadt Warka in die Pilica mündet.